# Des Portoricains à Paris
Pour plus de détails, voir Fiche technique et Distribution.
Des Portoricains à Paris est une comédie policière américaine réalisée par Ian Edelman, sorti en 2016.

## Fiche technique
- Titre : Des Portoricains à Paris
- Titre : Puerto Ricans in Paris
- Réalisation : Ian Edelman
- Scénario : Ian Edelman et Neel Shah
- Musique : Jonathan Sadoff et Gabe Hilfer
- Montage : Carole Kravetz Aykanian et Justin Krohn
- Photographie : Damian Acevedo
- Décors : Tania Bijlani, Grace Yun et Jiri Matura
- Costumes : Dagmar Pomajbikova
- Producteurs : Joseph Zolfo
  - Coproducteur : Collin Smith
  - Producteur délégué : Mark Allan, Luke Daniels, Luis Guzmán, Brandon K. Hogan, Alan Pao et Heather Toll
  - Producteur exécutif : Silvie Michajlova
  - Producteur associé : Leigha K. Lindsay
- Production : PRIP Productions
- Distribution : LFR Films
- Pays d'origine :  États-Unis
- Durée : 82 minutes
- Genre : Comédie policière
- Dates de sortie :
  -  États-Unis : 10 juin 2016
  -  France : 21 septembre 2016

## Distribution
- Alice Taglioni : Colette
- Luis Guzmán : Luis
- Rosario Dawson : Vanessa
- Julie Ferrier : Francesca
- Edgar Garcia : Eddie
- Lilou Fogli : Kate
- Brian Tyree Henry : Spencer
- Rosie Perez : Gloria
- Miriam Shor : Sergent Nora
- Michaël Cohen : Jérôme
- Xavier Dumont : Daniel
- Ravi Patel : Hassan
- Daniel Lundh : le flic français
- Jean-François Gérard : le hipster